# Wołczatycze
Wołczatycze – wieś na Ukrainie w rejonie żydaczowskim należącym do obwodu lwowskiego.

## Położenie
Na podstawie Słownika geograficznego Królestwa Polskiego i innych krajów słowiańskich: Wołczatycze to wieś w powiecie bóbreckim, 30km na południe od Bóbrki, tuż na wschód od Chodorowa.